# Pseudosphex exsul
Pseudosphex exsul là một loài bướm đêm thuộc phân họ Arctiinae, họ Erebidae.